# Atletism la Jocurile Olimpice de vară din 2016 - 3.000 m obstacole (masculin)
Proba de 3.000 de metri obstacole masculin de la Jocurile Olimpice de vară din 2016 a avut loc în perioada 15-17 august pe Stadionul Olimpic.

## Recorduri
Înaintea acestei competiții, recordurile mondiale și olimpice erau următoarele:
| Record  | Atlet                     | Timp    | Loc                 | Data               |
| ------- | ------------------------- | ------- | ------------------- | ------------------ |
| Mondial | Saif Saaeed Shaheen (QAT) | 7:53.63 | Bruxelles, Belgia   | 3 septembrie 2004  |
| Olimpic | Julius Kariuki (KEN)      | 8:05.51 | Seul, Coreea de Sud | 30 septembrie 1988 |

| Zona                                             |         |                             |               |
| Zona                                             | Timp    | Atlet                       | Țara          |
| ------------------------------------------------ | ------- | --------------------------- | ------------- |
| Africa (recorduri)                               | 7:53.64 | Brimin Kipruto              | Kenya         |
| Asia (recorduri)                                 | 7:53.63 | Saif Saeed Shaheen          | Qatar         |
| Europa (recorduri)                               | 8:00.09 | Mahiedine Mekhissi Benabbad | Franța        |
| America Centrală, de Nord și Caraibe (recorduri) | 8:00.45 | Evan Jager                  | Statele Unite |
| Oceania (recorduri)                              | 8:14.05 | Peter Renner                | Noua Zeelandă |
| America de Sud (recorduri)                       | 8:14.41 | Wander Moura                | Brazilia      |

## Format
Competiția a avut două etape: runda întâi cu trei serii și finala. Primii trei din fiecare serie și alți șase atleți cu cel mai rapid timp s-au calificat în finală.

## Rezultate

### Runda 1
Reguli de calificare: primii trei din fiecare serie (C) și următorii trei atleți cu cel mai bun timp (c) se califică în semifinale.

#### Seria 1
| Loc | Nume                | Naționalitate              | Timp    | Note    |
| --- | ------------------- | -------------------------- | ------- | ------- |
| 1   | Hillary Bor         | Statele Unite ale Americii | 8:25.01 | (C)     |
| 2   | Soufiane El Bakkali | Maroc                      | 8:25.17 | (C)     |
| 3   | Ezekiel Kemboi      | Kenya                      | 8:25.51 | (C)     |
| 4   | Matthew Hughes      | Canada                     | 8:26.27 | (c)     |
| 5   | Sebastian Martos    | Spania                     | 8:28.44 |         |
| 6   | Benjamin Kiplagat   | Uganda                     | 8:30.76 |         |
| 7   | Halil Akkas         | Turcia                     | 8:33.12 | (SB)    |
| 8   | Hailemariyam Amare  | Etiopia                    | 8:35.01 |         |
| 9   | Nelson Cherutich    | Bahrain                    | 8:35.87 |         |
| 10  | Yuri Floriani       | Italia                     | 8:40.80 |         |
| 11  | Kazuya Shiojiri     | Japonia                    | 8:40.98 |         |
| 12  | Rob Mullett         | Marea Britanie             | 8:48.19 |         |
| 13  | Jeroen D'hoedt      | Belgia                     | 8:48.29 |         |
| 14  | Mitko Tsenov        | Bulgaria                   | 8:54.79 |         |
| –   | Ali Messaoudi       | Algeria                    | (DS)    | R163.3b |

#### Seria a 2-a
| Loc | Nume                        | Naționalitate              | Timp    | Note |
| --- | --------------------------- | -------------------------- | ------- | ---- |
| 1   | Evan Jager                  | Statele Unite ale Americii | 8:25.86 | (C)  |
| 2   | Brimin Kipruto              | Kenya                      | 8:26.25 | (C)  |
| 3   | Mahiedine Mekhissi-Benabbad | Franța                     | 8:26.32 | (C)  |
| 4   | Yemane Haileselassie        | Eritreea                   | 8:26.72 | (c)  |
| 5   | Hamid Ezzine                | Maroc                      | 8:27.69 | (c)  |
| 6   | John Kibet Koech            | Bahrain                    | 8:28.81 |      |
| 7   | Chala Beyo                  | Etiopia                    | 8:32.06 |      |
| 8   | Aras Kaya                   | Turcia                     | 8:32.35 |      |
| 9   | José Peña                   | Venezuela                  | 8:32.38 |      |
| 10  | Chris Winter                | Canada                     | 8:33.95 |      |
| 11  | Bilal Tabti                 | Algeria                    | 8:38.87 |      |
| 12  | Abdoullah Bamoussa          | Italia                     | 8:42.81 |      |
| 13  | Kaur Kivistik               | Estonia                    | 8:44.25 |      |
| 14  | Abdalla Targan              | Sudan                      | 8:52.20 |      |
| 15  | Abdelaziz Merzougui         | Spania                     | 9:03.40 |      |

#### Seria a 3-a
| Loc | Nume                   | Naționalitate              | Timp    | Note    |
| --- | ---------------------- | -------------------------- | ------- | ------- |
| 1   | Conseslus Kipruto      | Kenya                      | 8:21.40 | (C)     |
| 2   | Jacob Araptany         | Uganda                     | 8:21.53 | (C)     |
| 3   | Donald Cabral          | Statele Unite ale Americii | 8:21.96 | (C)     |
| 4   | Amor Ben Yahia         | Tunisia                    | 8:23.12 | (c)     |
| 5   | Yoann Kowal            | Franța                     | 8:23.49 | (c)     |
| 6   | Altobeli da Silva      | Brazilia                   | 8:26.59 | (c)     |
| 7   | Hicham Sigueni         | Maroc                      | 8:27.82 |         |
| 8   | Hicham Bouchicha       | Algeria                    | 8:33.61 |         |
| 9   | Taylor Milne           | Canada                     | 8:34.38 |         |
| 10  | Krystian Zalewski      | Polonia                    | 8:34.52 |         |
| 11  | Ole Hesselbjerg        | Danemarca                  | 8:40.08 |         |
| 12  | Mohamed Ismail Ibrahim | Djibouti                   | 8:53.10 |         |
| 13  | Fernando Carro         | Spania                     | 8:53.17 |         |
| –   | Tafese Seboka          | Etiopia                    | (DS)    | R163.3b |
| –   | Tarik Langat Akdag     | Turcia                     | (DNF)   |         |

### Finala
| Loc | Nume                        | Naționalitate              | Timp    | Note    |
| --- | --------------------------- | -------------------------- | ------- | ------- |
| 1   | Conseslus Kipruto           | Kenya                      | 8:03.28 | (RO)    |
| 2   | Evan Jager                  | Statele Unite ale Americii | 8:04.28 | (SB)    |
| 3   | Mahiedine Mekhissi-Benabbad | Franța                     | 8:11.52 | (SB)    |
| 4   | Soufiane El Bakkali         | Maroc                      | 8:14.35 | (PB)    |
| 5   | Yoann Kowal                 | Franța                     | 8:16.75 | (SB)    |
| 6   | Brimin Kipruto              | Kenya                      | 8:18.79 | (SB)    |
| 7   | Hillary Bor                 | Statele Unite ale Americii | 8:22.74 | (PB)    |
| 8   | Donald Cabral               | Statele Unite ale Americii | 8:25.81 |         |
| 9   | Altobeli da Silva           | Brazilia                   | 8:26.30 | (PB)    |
| 10  | Matthew Hughes              | Canada                     | 8:36.83 |         |
| 11  | Yemane Haileselassie        | Eritreea                   | 8:40.68 |         |
| –   | Jacob Araptany              | Uganda                     | (DNF)   |         |
| –   | Hamid Ezzine                | Maroc                      | (DNF)   |         |
| –   | Amor Ben Yahia              | Tunisia                    | (DS)    | R163.3b |
| –   | Ezekiel Kemboi              | Kenya                      | (DS)    | R163.3b |

## Legendă
RA Record african | AM Record american | AS Record asiatic | RE Record european | OCRecord oceanic | RO Record olimpic | RM Record mondial | RN Record național | SA Record sud-american | RC Record al competiției | DNF Nu a terminat | DNS Nu a luat startul | DS Descalificare | EL Cea mai bună performanță europeană a anului | PB Record personal | SB Cea mai bună performanță a sezonului | WL Cea mai bună performanță mondială a anului 